# Pyracantha densiflora
Pyracantha densiflora är en rosväxtart som beskrevs av Tse Tsun Yu. Pyracantha densiflora ingår i släktet eldtornar, och familjen rosväxter. Inga underarter finns listade i Catalogue of Life.